# Billy-le-Grand
Billy-le-Grand ist eine französische Gemeinde mit 139 Einwohnern (Stand: 1. Januar 2022) im Département Marne in der Region Grand Est (vor 2016: Champagne-Ardenne). Die Gemeinde gehört zum Arrondissement Reims und zum Kanton Mourmelon-Vesle et Monts de Champagne.

## Geographie
Billy-le-Grand liegt etwa 23 Kilometer östlich vom Stadtzentrum von Reims am Canal de l’Aisne à la Marne. Umgeben wird Billy-le-Grand von den Nachbargemeinden Les Petites-Loges im Norden, Sept-Saulx im Nordosten, Livry-Louvercy im Osten, Vaudemange im Süden, Trépail im Westen sowie Villers-Marmery im Nordwesten.

## Bevölkerungsentwicklung
| Jahr                       | 1962 | 1968 | 1975 | 1982 | 1990 | 1999 | 2006 | 2018 |
| Einwohner                  | 62   | 56   | 46   | 53   | 77   | 99   | 98   | 120  |
| Quellen: Cassini und INSEE |      |      |      |      |      |      |      |      |

## Sehenswürdigkeiten

Kirche Saint-Laurent

- Kirche Saint-Laurent